# 쿠를란트

쿠를란트의 문장

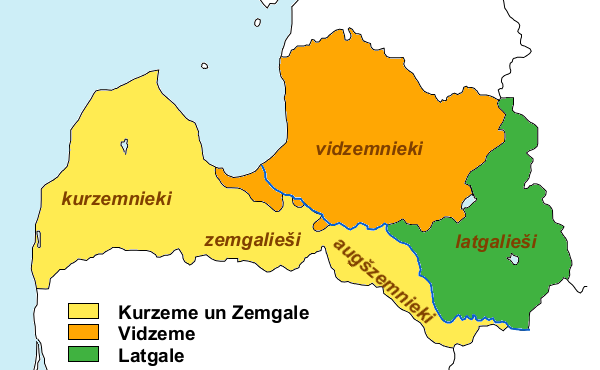
라트비아의 역사적 지역 구분

쿠를란트(독일어: Kurland, 영어: Courland, 라트비아어: Kurzeme 쿠르제메) 또는 쿠로니아(라틴어: Curonia)는 라트비아의 역사적 지역 가운데 하나로, 현재의 라트비아 서부에 위치한다.
이 지방은 원래 라트비아인과 같은 발트 계통 부족인 쿠로니아인(쿠르인)들이 살던 곳이었으나, 13세기 초부터 독일 기사단들에게 정복된 이후부터 1237년에 독일 기사단령이 되었다. 이 상태가 중세까지 계속되었기 때문에 지배자는 독일인(특히 발트 독일인이라고 한다), 피지배자는 라트비아인이라고 하는 독특한 사회구조가 이루어졌다.
1561년 쿠를란트-젬갈레 공작령이 되었고, 폴란드와 스웨덴의 전쟁 이후에도 독립을 유지하였으나 1795년 제3차 폴란드 분할에 따라 러시아 제국에 합병되었다. 1817년 라트비아인 농노들이 해방되었지만 토지를 분배받지 못했으며, 독일인 귀족들은 계속 특권을 누렸다. 그러나 19세기 말 러시아화 조치들이 무차별적으로 시행되면서 독일 출신 귀족들은 기득권의 상당부분을 상실했다. 1918년 러시아 제국이 혁명으로 붕괴되자 쿠를란트는 독립 라트비아 공화국의 일부가 되었다.